# Linea Sakaisuji

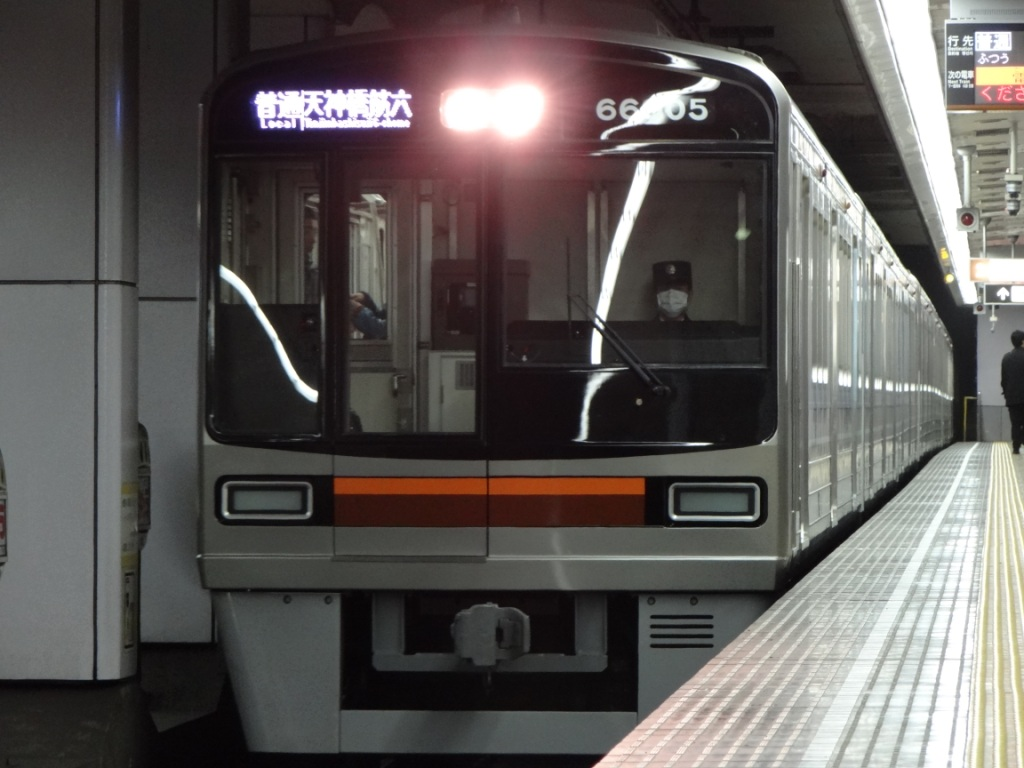
Un treno della linea Sakaisuji

La linea Sakaisuji (堺筋線?, Sakaisuji-sen) è una delle linee della metropolitana di Osaka nella città di Osaka in Giappone. La linea scorre da nord verso sud e offre collegamenti estesi alle linee Hankyū Senri e Kyōto.

## Fermate
I treni Espressi Limitati per Arashiyama fermano solo alle stazioni segnate con "EL", mentre gli altri treni (locali e semiespressi) fermano in tutte le stazioni.
| Numero | Stazione                  | Giapponese     | Distanza | EL | Collegamenti | Posizione    |
| ------ | ------------------------- | -------------- | -------- | -- | --- | ------------ |
| K11    | Tenjimbashisuji Rokuchōme | 天神橋筋六丁目 | 0.0      | LE | ■ Ferrovie Hankyū: Linea Senri Metropolitana di Osaka: Linea Tanimachi | Kita-ku      |
| K12    | Ōgimachi                  | 扇町           | 0.7      |    | West Japan Railway Company: Linea Circolare di Ōsaka (Stazione di Temma) | Kita-ku      |
| K13    | Minami-Morimachi          | 南森町         | 1.3      |    | Metropolitana di Osaka: Linea Tanimachi West Japan Railway Company: Linea JR Tōzai (Ōsakatemmangū)                                                                            | Kita-ku      |
| K14    | Kitahama                  | 北浜           | 2.1      |    | ■ Ferrovie Keihan: Linea principale Keihan Linea Nakanoshima (Stazione di Naniwabashi)                                                                                        | Chūō-ku      |
| K15    | Sakaisuji-Hommachi        | 堺筋本町       | 3.0      |    | Metropolitana di Osaka: Linea Chūō | Chūō-ku      |
| K16    | Nagahoribashi             | 長堀橋         | 4.0      |    | Metropolitana di Osaka: Linea Nagahori Tsurumi-ryokuchi | Chūō-ku      |
| K17    | Nippombashi               | 日本橋         | 4.9      | EL | Metropolitana di Osaka: Linea Sennichimae | Chūō-ku      |
| K18    | Ebisuchō                  | 恵美須町       | 5.9      |    | ■ Rete tranviaria di Osaka: Linea Hankai | Naniwa-ku    |
| K19    | Dōbutsuen-mae             | 動物園前       | 6.6      |    | Metropolitana di Osaka: Linea Midōsuji West Japan Railway Company: Linea Yamatoji (Presso Stazione di Shin-Imamiya) ■ Ferrovie Nankai: Linea principale Nankai (Shin-Imamiya) | Nishinari-ku |
| K20    | Tengachaya                | 天下茶屋       | 8.1      | EL | ■ Ferrovie Nankai: Linea principale Nankai | Nishinari-ku |